# نهائي كأس روسيا 2018
نهائي كأس روسيا 2018 هي المباراة النهائية من منافسة كأس روسيا لكرة القدم 2017–18، أقيمت المباراة في 9 مايو 2018، في فولغوغراد أرينا، بين فريقي نادي توسنو، وأفانجارد كورسك، وفاز فيها نادي توسنو، بعد أن هزم أفانجارد كورسك، بنتيجة 2 - 1، وكان حكم المباراة سيرغي كاراسيف.

## تفاصيل المباراة
لعبت المباراة النهائية في 9 مايو 2018.
| نادي توسنو                               | 2-1 | أفانجارد كورسك |
| ---------------------------------------- | --- | -------------- |
| أليكسي سكفورتسوف 10' · ريزيان ميرزوف 80' |     | إغور كيريف 16' |